# La celda de cristal
La celda de cristal (en alemán, Die gläserne Zelle) es una película de suspenso psicológico criminal de Alemania Occidental de 1978 dirigida por Hans W. Geißendörfer y protagonizada por Brigitte Fossey, Helmut Griem y Dieter Laser. Está basada en la novela homónima de Patricia Highsmith. Fue nominada a la categoría del Óscar a la mejor película de habla no inglesa de la edición de 1979.
La película fue rodada en los Bavaria Studios en los alrededores de Múnich y Fráncfort. 

## Reparto
- Brigitte Fossey como Lisa Braun
- Helmut Griem como Phillip Braun
- Dieter Laser como David Reinelt
- Walter Kohut como Robert Lasky
- Claudius Kracht como Timmie Braun
- Günter Strack como Direktor Goller
- Hans-Günter Martens como Prosecutor
- Edith Volkmann como Nachbarin
- Bernhard Wicki como Kommissar Österreicher
- Martin Flörchinger